# Кумановско въстание
Кумановското въстание (на сръбски: Кумановски устанак) е въстание на сърбомански бунтовници в Османската империя по време на Сръбско-турската война (1877 – 1878), целящо да присъедини Кумановска, Кривопаланечка и Кратовска каази в Косовския вилает към Княжество Сърбия. Година след заемането на Ниш (12 януари 1877 година) от сръбските войски, четнически действия започват в областта успоредно с превземането на Враня от сърбите. Въстаниците получават тайна помощ от сръбското правителство. Въстанието продължава 4 месеца, докато не е потушено на 20 май 1878 година, а турските власти извършват редица зверства над мирното население.